# Bleik
Bleik – wieś rybacka w Norwegii położona w gminie Andøy, w regionie Nordland. Jej populacja w 2018 roku wynosiła 461 osób.